# Basaralu

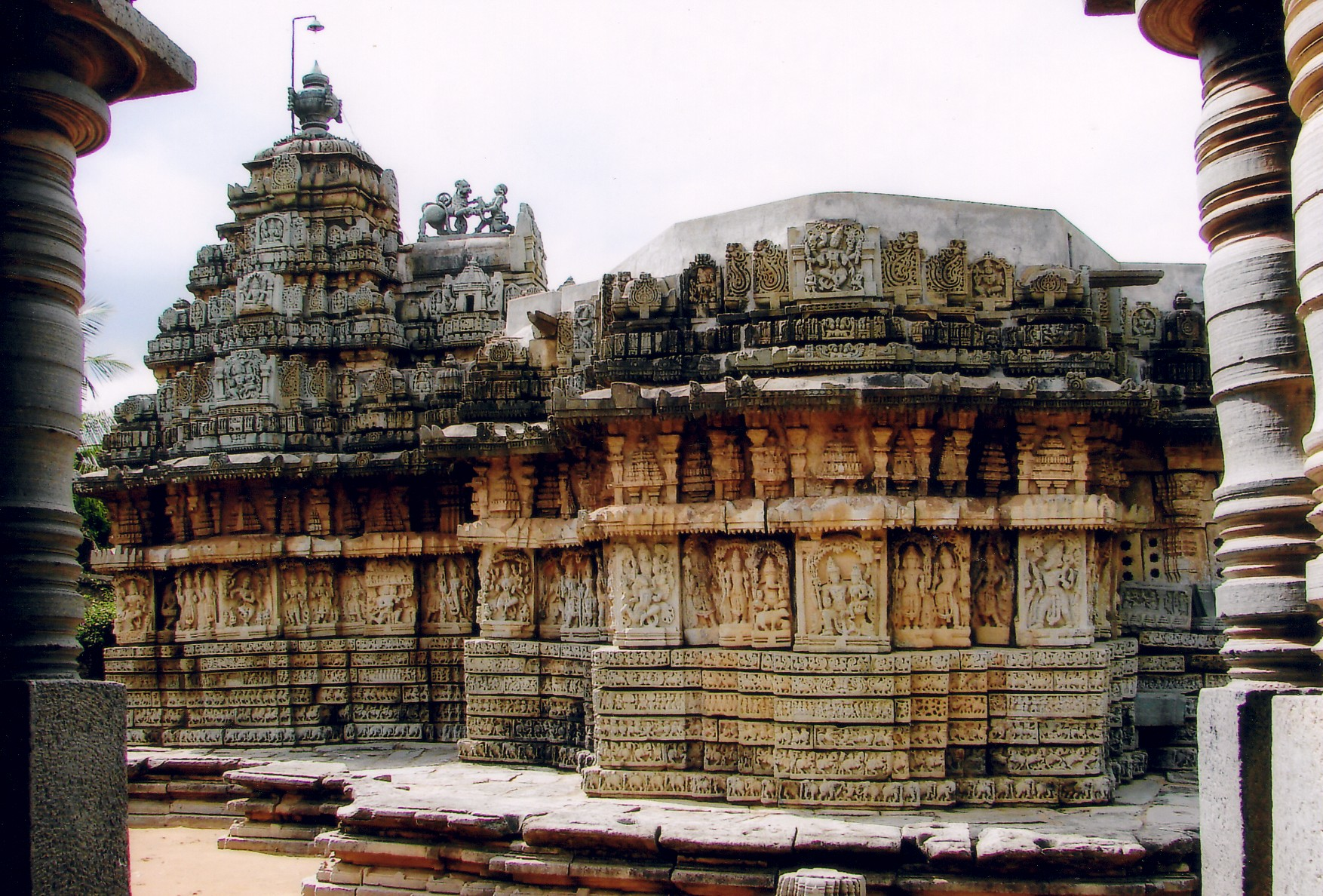
Mallikarjuna-Tempel

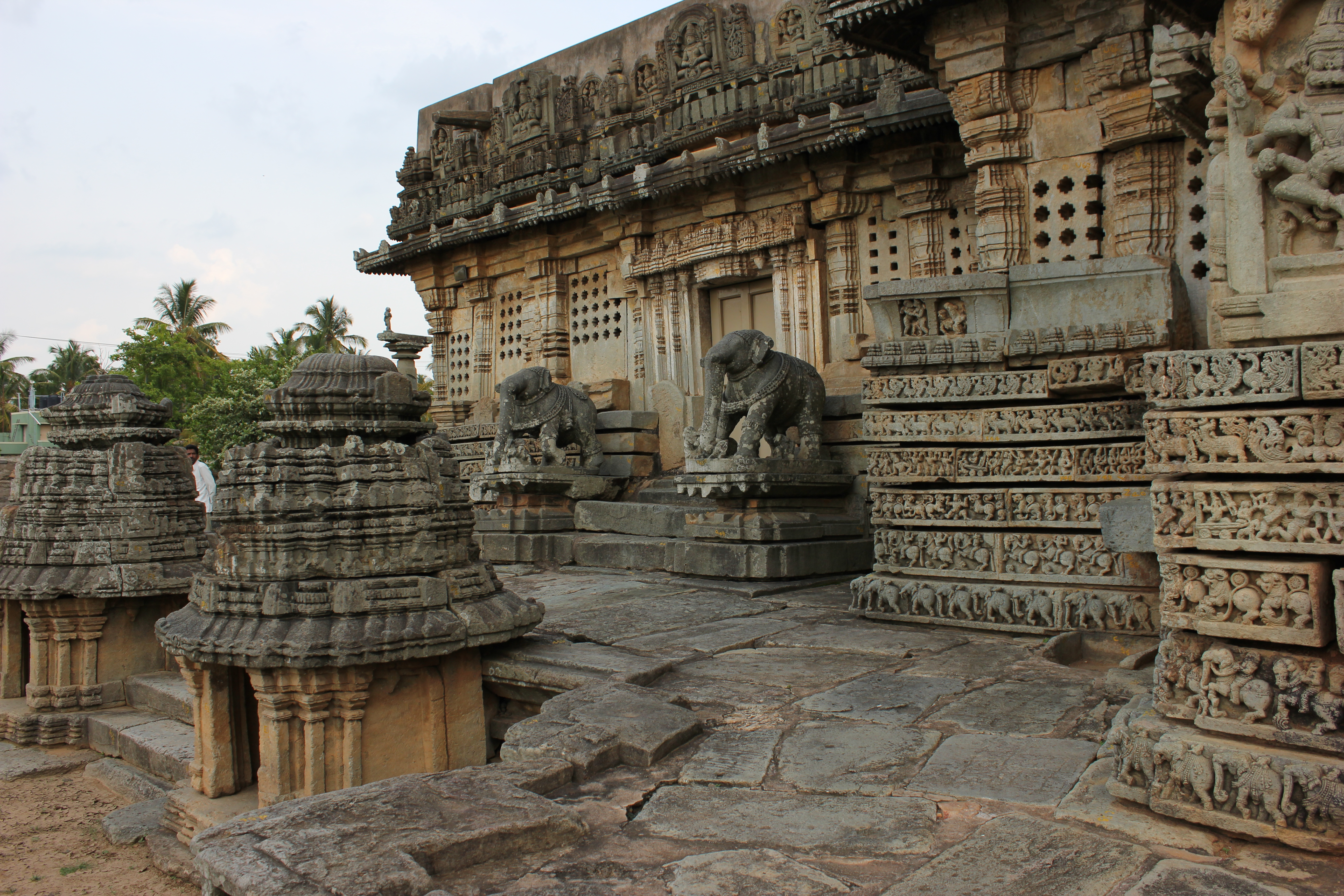
Von zwei kleinen Schreinen und zwei Elefanten flankierter Eingang zum Tempel

Basaralu ist ein ca. 3.700 Einwohner zählender Ort im Distrikt Mandya im südwestindischen Bundesstaat Karnataka. Der Ort ist bekannt wegen seines um das Jahr 1234 errichteten Hoysala-Tempels.

## Lage
Basaralu liegt auf dem Dekkan-Plateau in einer Höhe von ca. 750 m ü. d. M. ca. 26 km (Fahrtstrecke) nördlich der Distriktshauptstadt Mandya bzw. knapp 70 km nordöstlich von Mysuru. Das Klima ist wegen der Höhenlage für indische Verhältnisse eher gemäßigt; Regen fällt hauptsächlich während der Monsunmonate Mai bis Oktober.

## Bevölkerung
Die mehrheitlich Kannada sprechende Landbevölkerung besteht nahezu ausnahmslos aus Hindus; Moslems und andere Religionen bilden zahlenmäßig kleine Minderheiten. Der männliche und der weibliche Bevölkerungsanteil sind ungefähr gleich hoch.

## Wirtschaft
Die Einwohner von Basaralu lebten jahrhundertelang nahezu ausschließlich als Bauern. Während in früheren Zeiten nahezu ausschließlich zur Selbstversorgung gewirtschaftet wurde, sind mit der Verbesserung der Transportmöglichkeiten auch andere Absatzmärkte hinzugekommen. Auf den Feldern der Umgebung werden hauptsächlich Weizen, Linsen und Gemüse angebaut. Auch Kokospalmen spielen eine wichtige Rolle im Wirtschaftsleben der Region.

## Geschichte
Basaralu war bereits im Mittelalter ein wichtiger Ort im Hoysala-Reich. Im 15. und in der ersten Hälfte des 16. Jahrhunderts war die Gegend Teil des Vijayanagar-Reiches, im Jahr 1690 kam sie unter die Kontrolle des Fürstenstaates von Mysore, dessen Herrschaft jedoch in der zweiten Hälfte des 18. Jahrhunderts durch Hyder Ali (reg. 1761–1782) und seinen Sohn Tipu Sultan (reg. 1782–1799) unterbrochen wurde. Danach spielten die Briten die dominierende militärische und wirtschaftliche Rolle in Südindien.

## Sehenswürdigkeiten
Der um das Jahr 1234 entstandene und größtenteils aus Speckstein erbaute Mallikarjuna-Tempel gehört zum kleineren Ein-Cella-Typus (ekakuta) und ist die Stiftung eines wohlhabenden Militäroffiziers am Hof des Hoysala-Herrschers Vira Narasimha II. (reg.
1220–1235); er ist dem Hindu-Gott Shiva geweiht, doch in der Cella (garbhagriha) befindet sich neben dem Shiva-Lingam auch ein Steinbildnis der lokal verehrten Gottheit Chandikeshwara, bei der es sich ebenfalls um eine Erscheinungsform Shivas handelt. Der aus drei Bauteilen (mandapa, antarala/sukhanasi und garbhagriha) bestehende Tempel ruht auf einer Umgangsplattform (jagati), die in ihren Dimensionen dem Grundriss des Tempels folgt. Über der Cella erhebt sich ein gestufter Turm (vimana) mit abschließender ‚Schirmkuppel‘ und Vasenaufsatz (kalasha). Der Vorraum (sukhanasi) trägt eine an hochmittelalterlichen indischen Tempeln häufig zu sehende Löwentöter-Figur, die hier den Namen sala trägt. Die Außenwände sind unten mit geometrischem Dekor geschmückt; im oberen Teil finden sich Götter- und Begleitfiguren, darüber kleine Türmchen, die als Hoheitselemente verstanden werden müssen. Im Innern der durch durchbrochene Steinfenster (jalis) belichteten Vorhalle (mandapa) befinden sich ein liegender Nandi-Bulle, das Begleittier (vahana) Shivas, sowie die charakteristischen gedrechselten Speckstein-Säulen der Hoysala-Architektur; die Deckensegmente enthalten Darstellungen der 8 Himmelswächter (lokapalas).

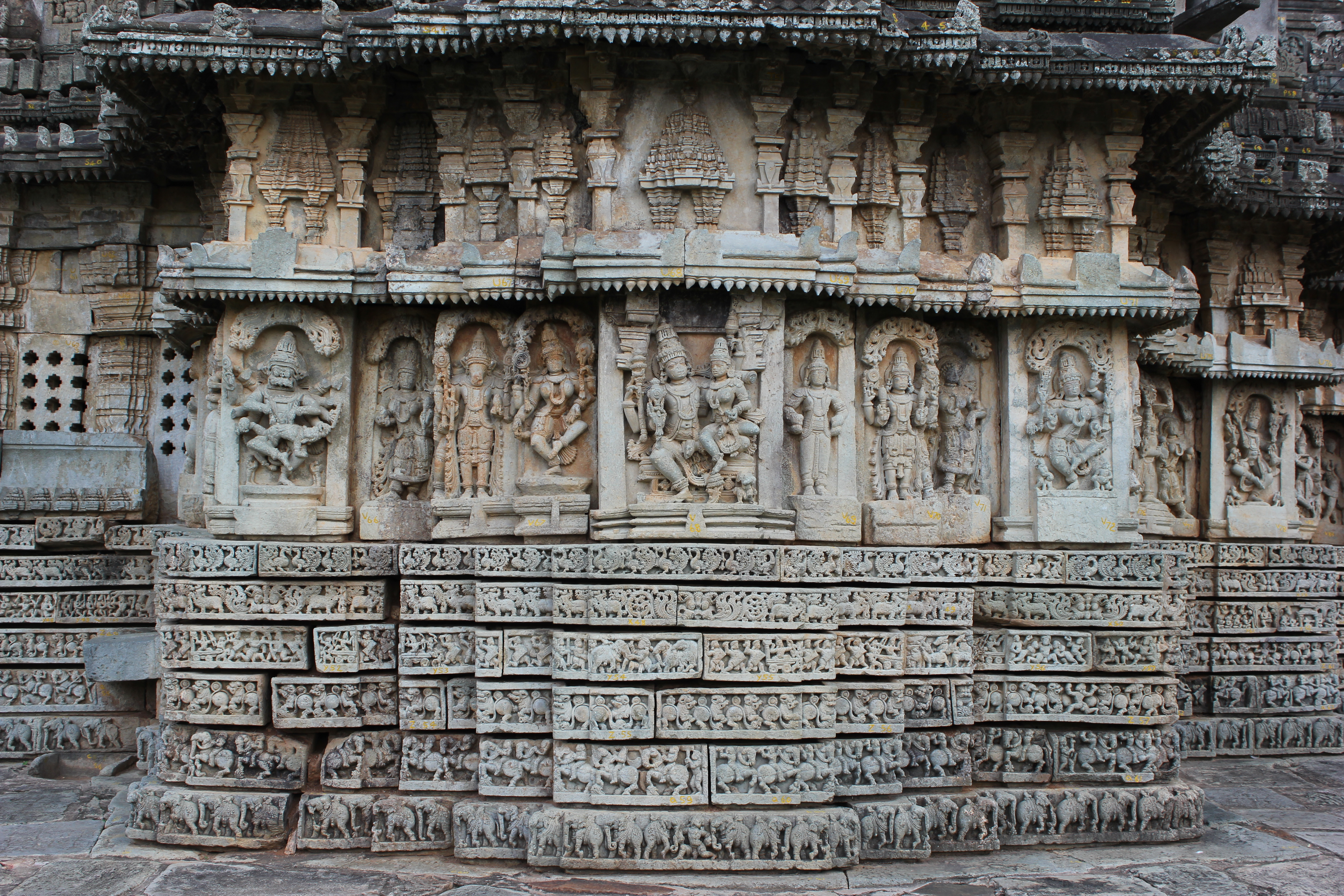
Ornamente und Figurenreliefs der Außenwand
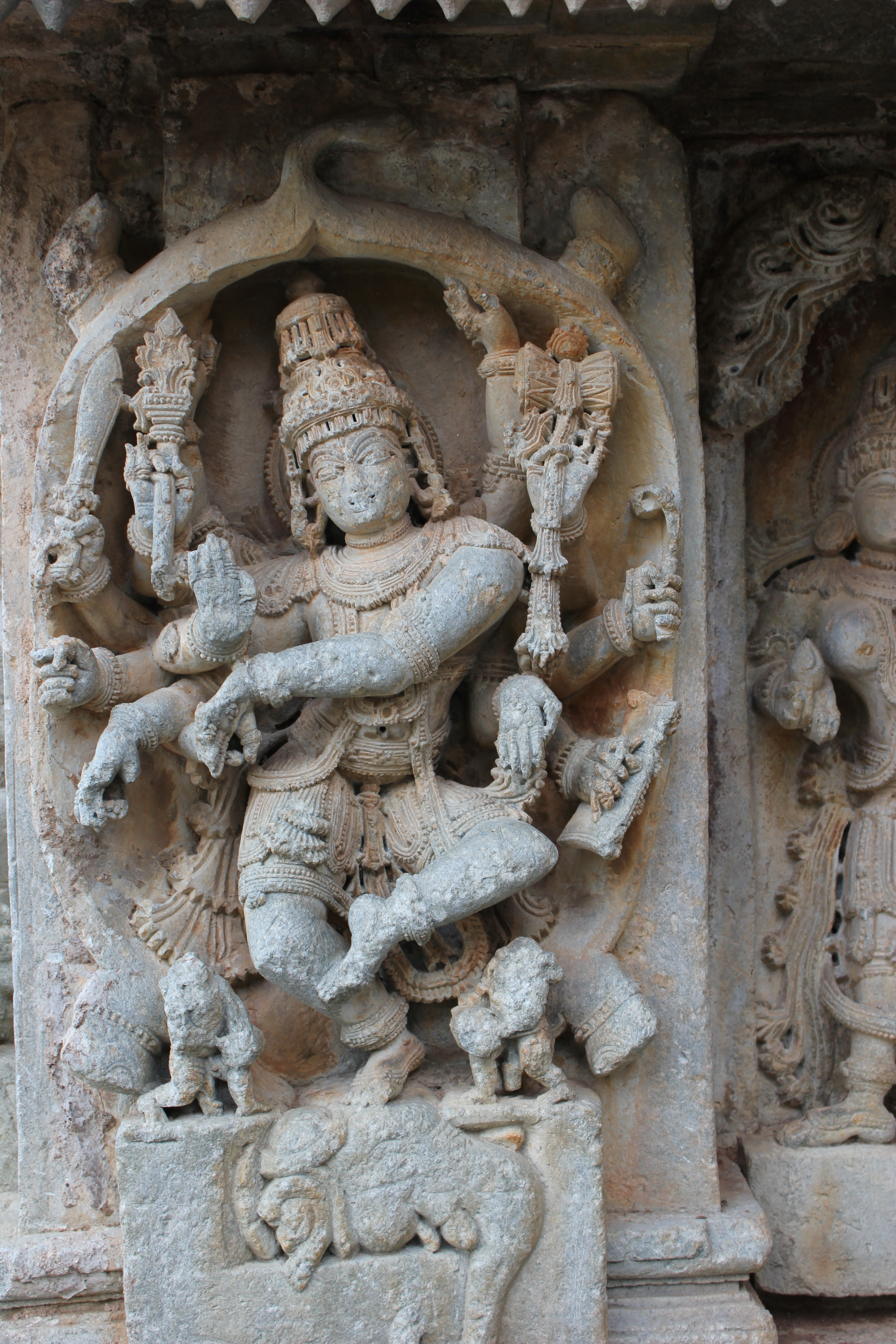
Shiva-Nataraja mit ausgespannter Elefantenhaut
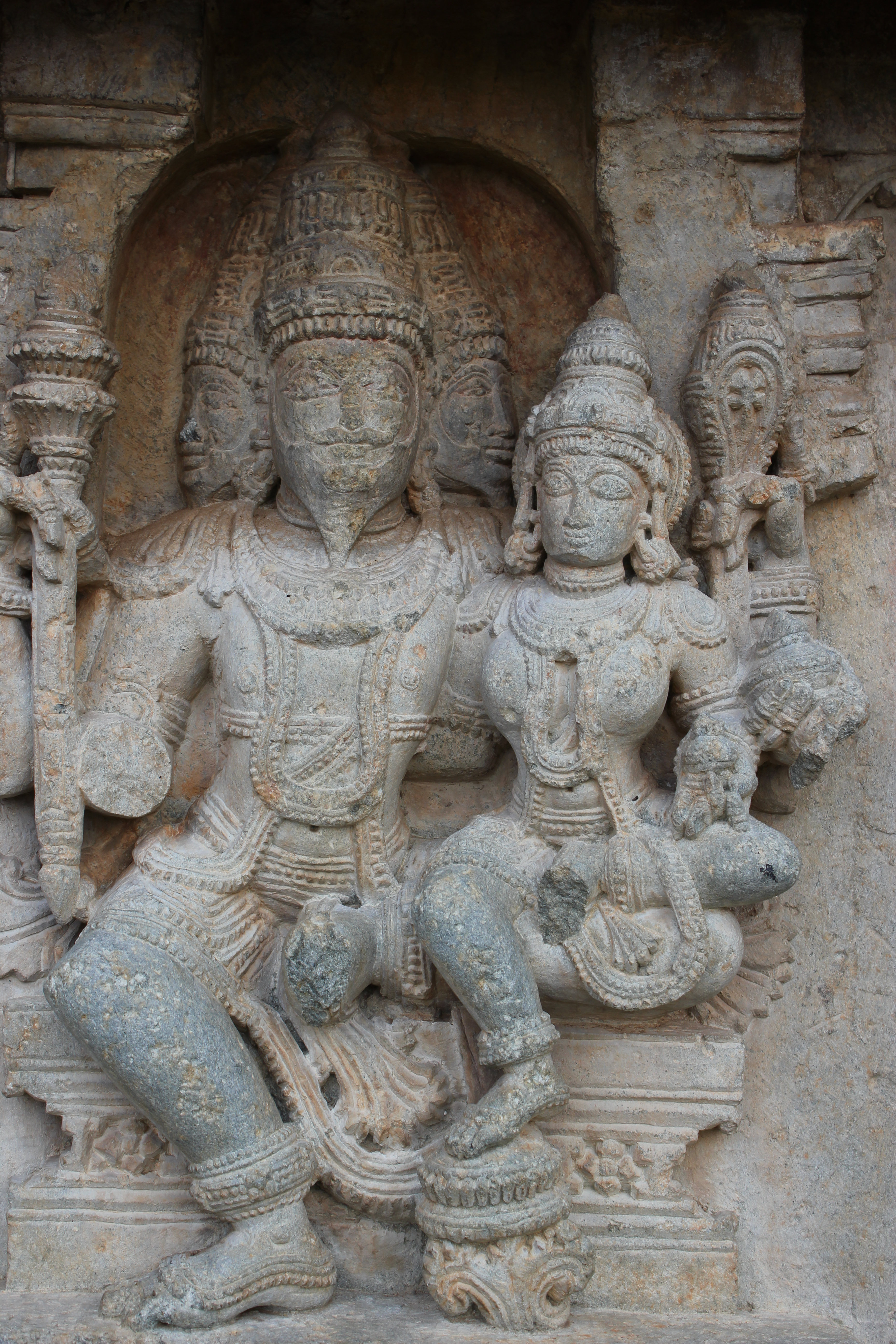
Brahma und Sarasvati
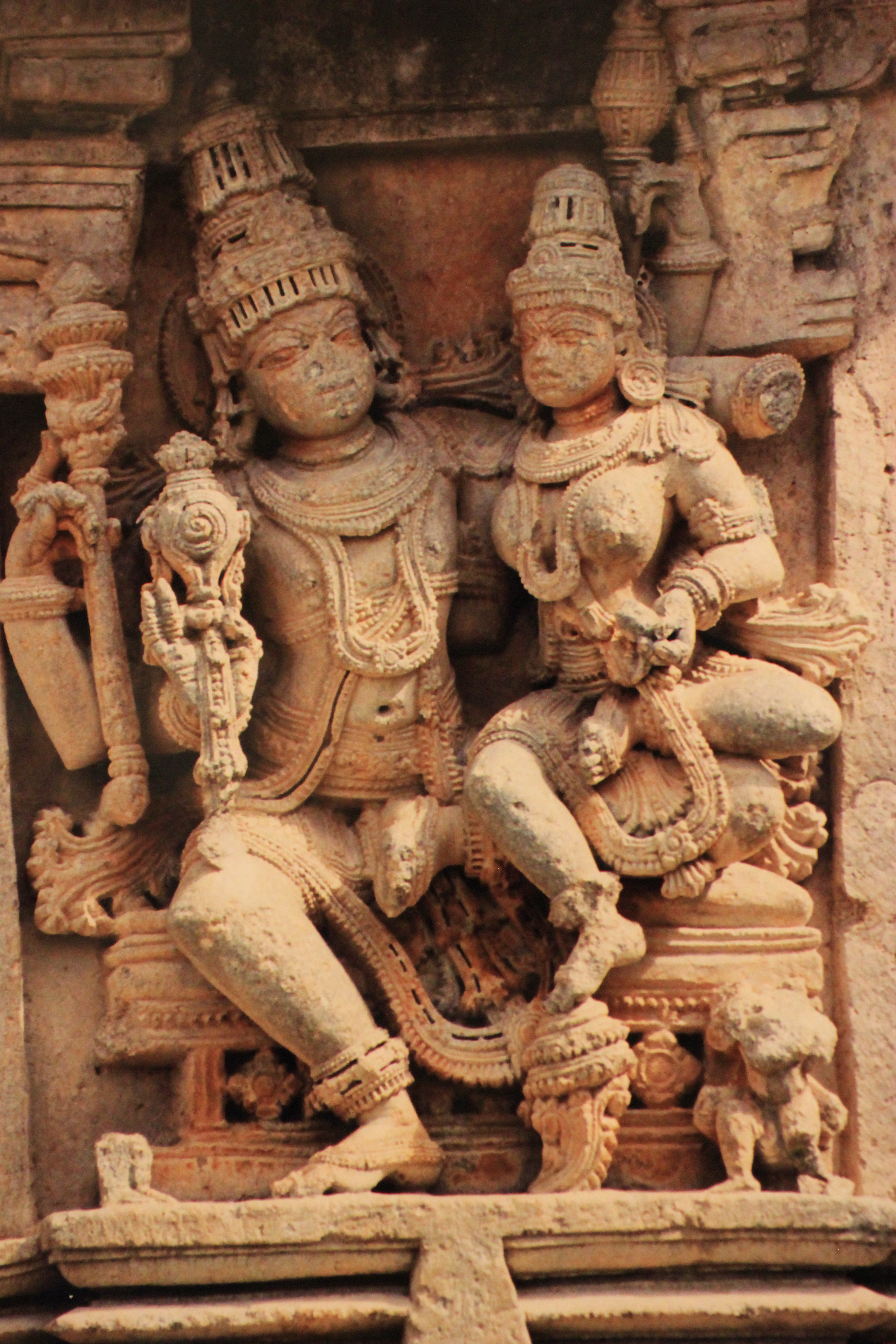
Vishnu und Lakshmi
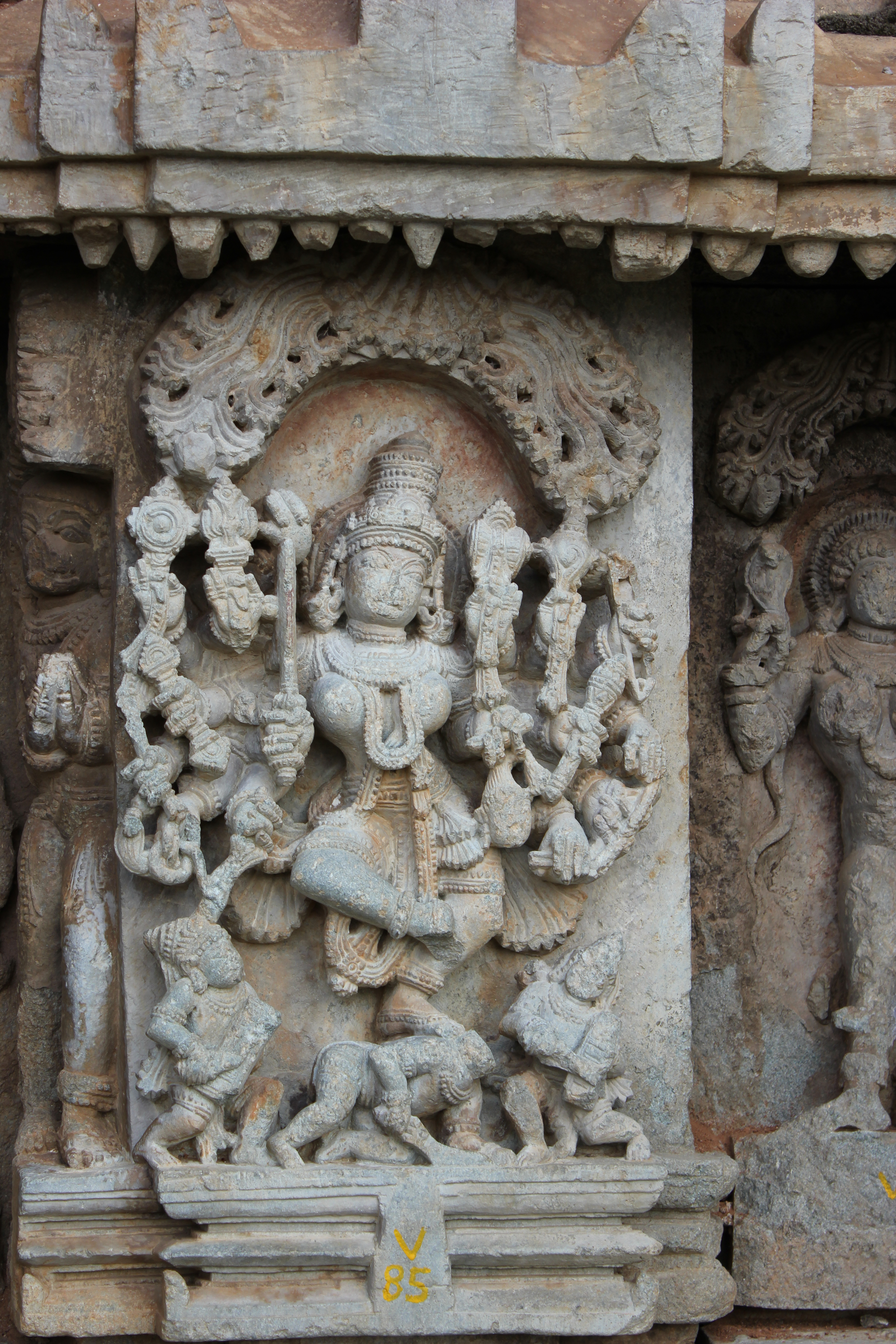
Durga als mahisasurmardini
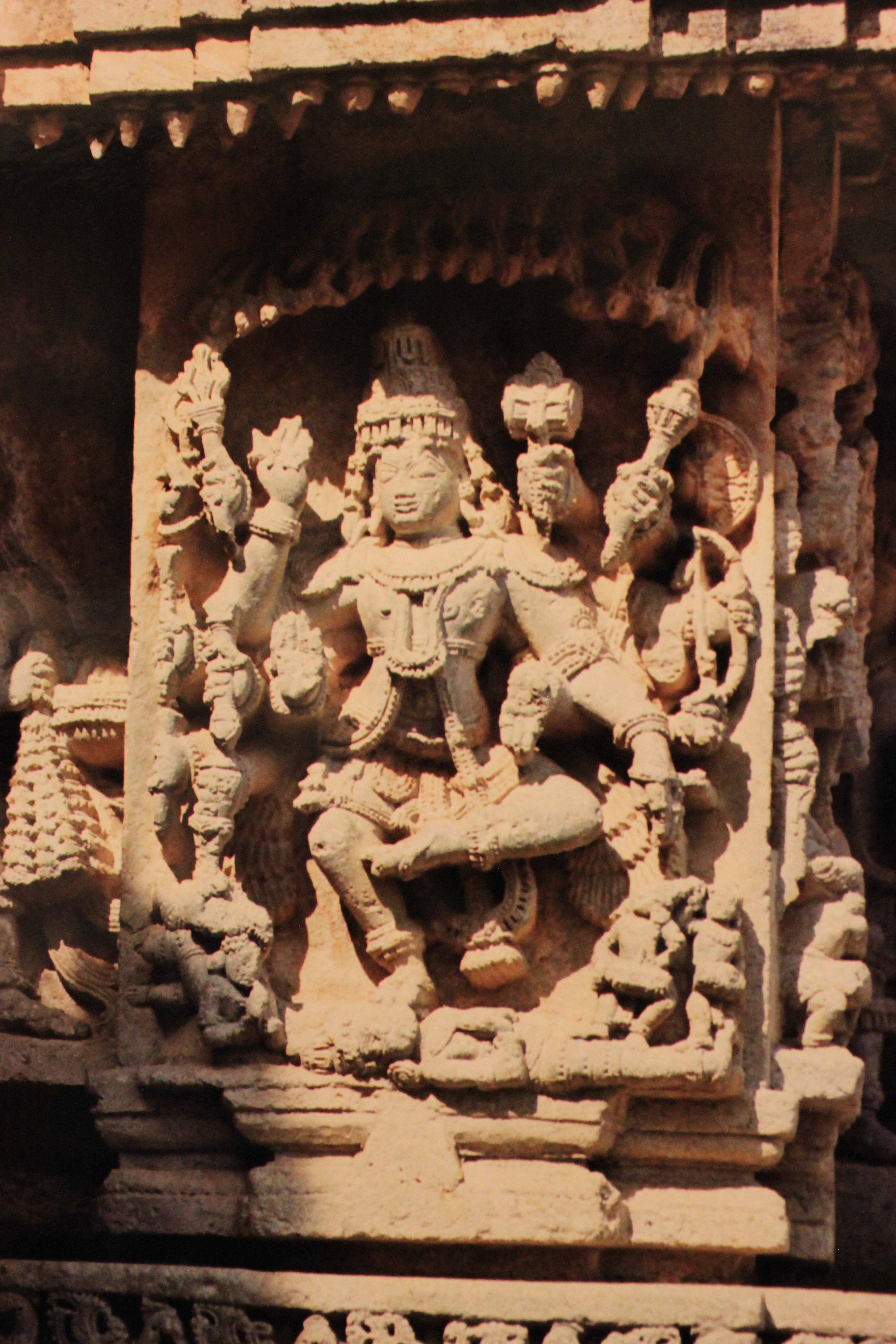
Shiva-Nataraja mit Attributen (z. B. trishula, damaru etc.)